# ピリミジン塩基
ピリミジン塩基（ピリミジンえんき、pyrimidine base）とは核酸の構成要素のうちピリミジン核を基本骨格とする塩基性物質である。核酸略号はPyr。細胞への紫外線照射によりピリミジン塩基の一部は二量体となり、遺伝子傷害の原因となる。

## 構造
具体的には、ピリミジン塩基はチミン、シトシン、ウラシル、5‐メチルシトシン、5‐(ヒドロキシメチル)シトシンのいずれかを指し、DNA 中ではシトシンとチミンが、RNA 中ではシトシンとウラシルが含まれる。

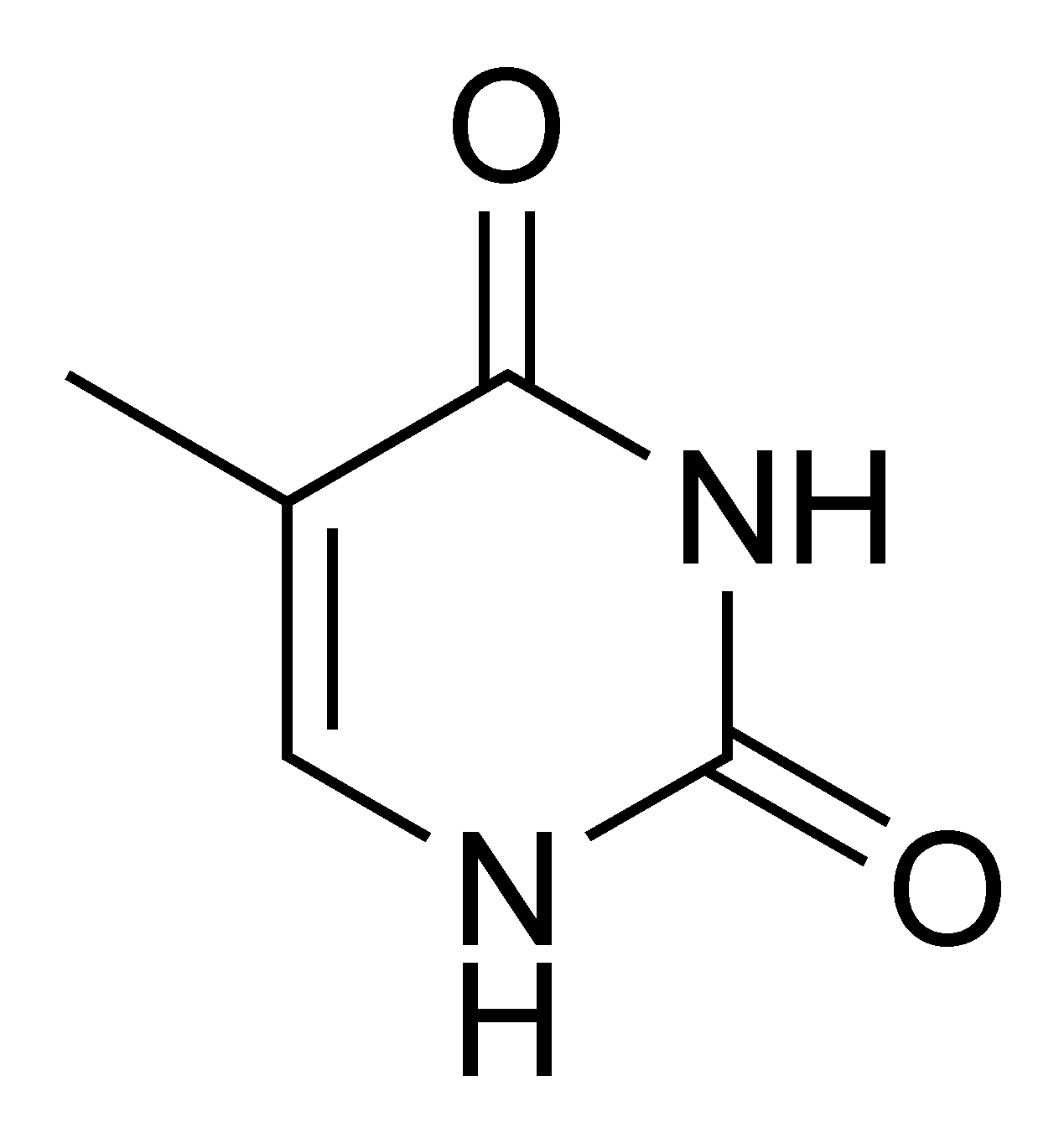
チミン
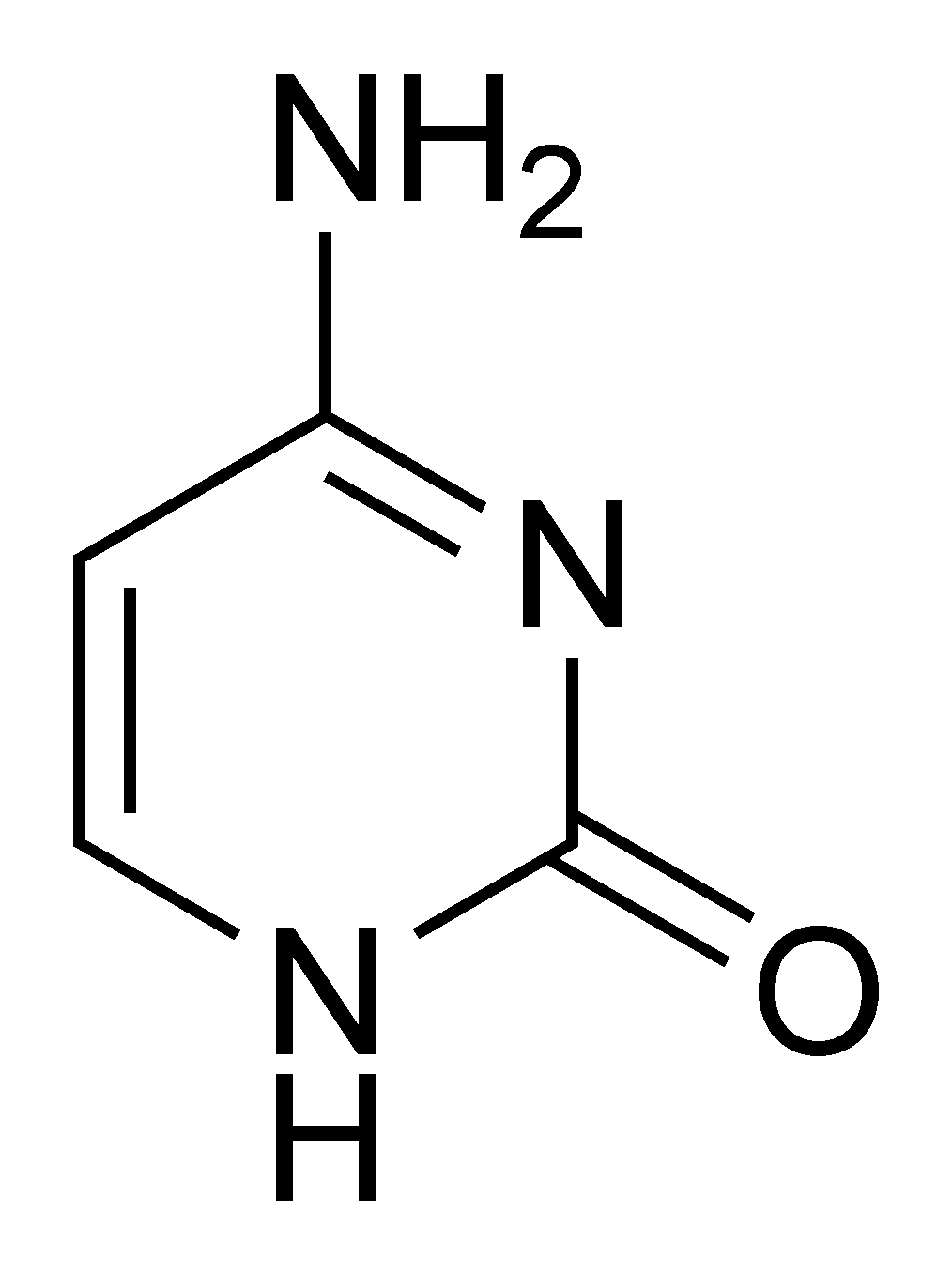
シトシン
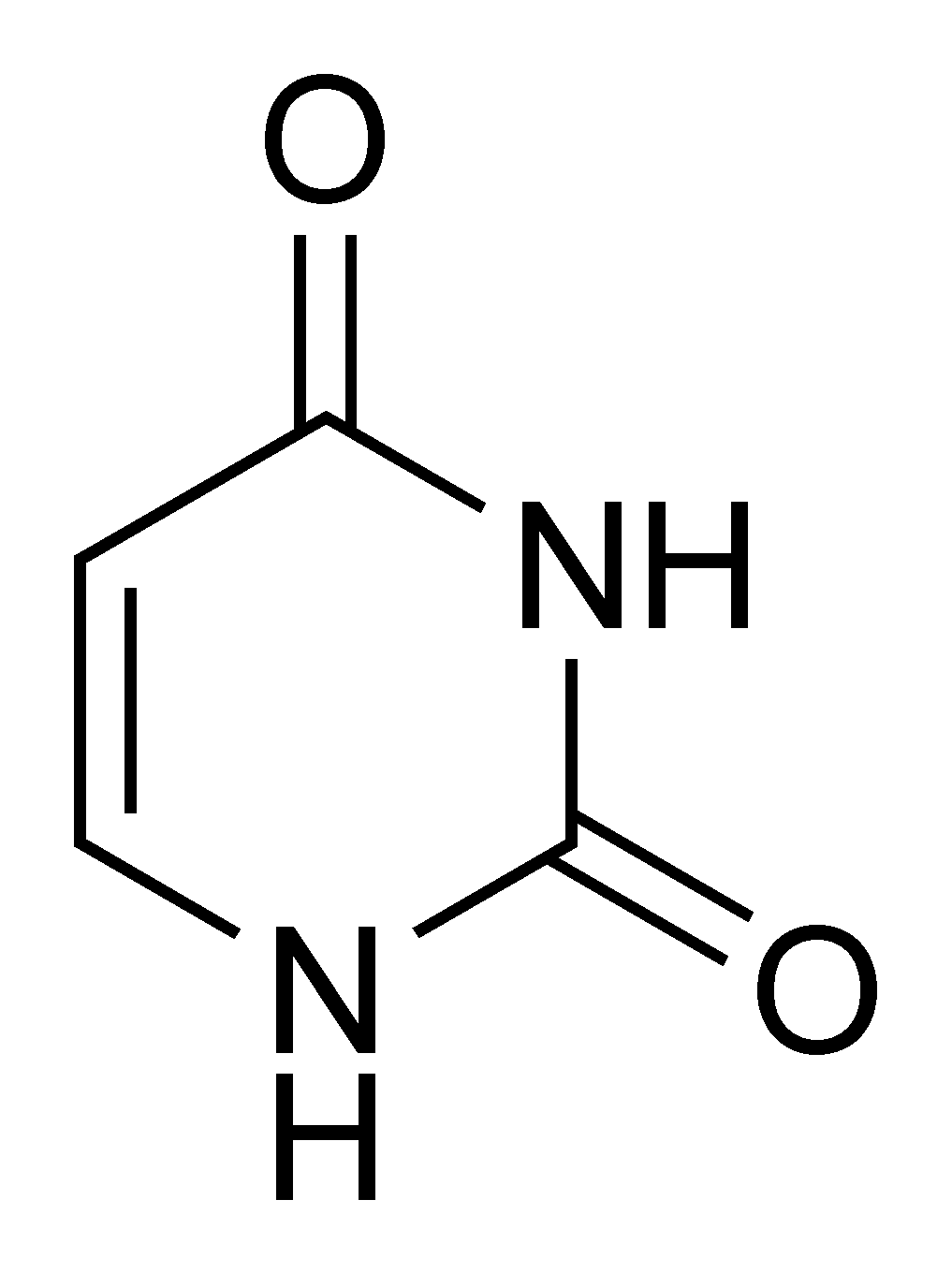
ウラシル
5‐メチルシトシン

修飾されたピリミジン塩基は、真核生物遺伝子では5‐メチルシトシン、T 偶数系ファージでは5‐ヒドロキシメチルシトシンなどが知られている。

## 生合成
ピリミジン塩基の生合成は、ウリジル酸（ウリジル一リン酸：UMP）を中間体としており、他のピリミジンヌクレオシド/ヌクレオチド類はウリジンのピリミジン環が酵素的に修飾することで、メチル基ないしはアミノ基が置換されて生成する。すなわち、酵素による修飾は可逆的に進行するのでピリミジン塩基はウリジル酸を中心に相互変換される。
生体内では、ウリジル酸はグルタミン由来のカルバモイルリン酸がアスパラギン酸のα位に導入されたカルバモイルアスパラギン酸を出発物質とし、カルバモイル基とアスパラギン酸のγ位カルボキシル基が6員環を脱水的に閉環してジヒドロオロチン酸が生成する。次いでデヒドロゲナーゼにより脱水素されてオロチン酸（ピリミジンカルボン酸類）が生成する。これがホスホリボシル化されてオロチジル酸（ヌクレオチド）となりピリミジンに置換していたカルボキシル基が脱炭酸することでウリジル酸が産生される。
シチジン三リン酸 (CTP) はUMPからウリジン三リン酸 (UTP) を経由して、これがアミノ化されることで生成する。
また、チミジル酸 (dTMP) はUMPからデオキシウリジン一リン酸（デオキシウリジル酸：dUMP）を経由して、これがメチル化されることで生成する。

## ピリミジンヌクレオシド/ピリミジンヌクレオチド
ピリミジン塩基を持つ代表的なピリミジンヌクレオシドおよびピリミジンヌクレオチドの一覧を次に示す。
| ピリミジン塩基 | 略号 | 構造式 | DNA or RNA  | ヌクレオシド                     | リボヌクレオチド                                                                          | デオキシリボヌクレオチド                                                                        |
| -------------- | ---- | ------ | ----------- | -------------------------------- | ----------------------------------------------------------------------------------------- | ----------------------------------------------------------------------------------------------- |
| チミン         | T    |        | DNA         | チミジン または 5-メチルウリジン | 5-メチルウリジン一リン酸(TMP) 5-メチルウリジン二リン酸(TDP) 5-メチルウリジン三リン酸(TTP) | チミジン一リン酸 (dTMP) チミジン二リン酸 (dTDP) チミジン三リン酸 (dTTP)                         |
| シトシン       | C    |        | DNA and RNA | シチジン                         | シチジン一リン酸 (CMP) シチジン二リン酸 (CDP) シチジン三リン酸 (CTP)                      | デオキシシチジン一リン酸 (dCMP) デオキシシチジン二リン酸 (dCDP) デオキシシチジン三リン酸 (dCTP) |
| ウラシル       | U    |        | RNA         | ウリジン                         | ウリジン一リン酸 (UMP) ウリジン二リン酸 (UDP) ウリジン三リン酸 (UTP)                      | デオキシウリジン一リン酸 (dUMP) デオキシウリジン二リン酸 (dUDP) デオキシウリジン三リン酸 (dUTP) |

なお、ほかのヌクレオシドやヌクレオチドの一覧は「核酸」の項を参照のこと。

## ピリミジン二量体
分子生物学分野におけるピリミジン二量体（ピリミジンにりょうたい、pyrimidine dimer）とは、2つのピリミジン塩基間にシクロブタン型架橋結合が生じた二量体の呼称である。
DNAまたはRNAに紫外線照射すると、同一鎖に隣接するピリミジン残基の5位および6位間に共有結合が形成される反応が進行し、二量体となる。チミン二量体、シトシン‐シトニン二量体 (cytosine‐cytosine dimer)、ウラシル‐ウラシル二量体 (uracil‐uracil dimer) などが知られており、紫外線による細胞致死の主因であるとされる。
一方、紫外線による突然変異誘発は6‐4光産物 (6‐4 photoproduct) とよばれる二量体によるといわれている。

## 参照資料
- 長倉三郎、他(編)、「ピリミジン塩基」、『岩波理化学辞典』、第5版、岩波書店、1998年。
- 柳田 充弘、「ピリミジン塩基」、『世界百科辞典』、CD-ROM版、平凡社、1998年。
- 八杉龍一、他(編)、「ピリミジン二量体」、『岩波生物学辞典』、第4版 CD-ROM、岩波書店、1998年。